# Вімблдон (футбольний клуб, 1889)
«Вімблдон Юнайтед» — назва нині неіснуючого футбольного клубу, який грав у південному Лондоні. Заснований 1889 року клуб провів більшу частину своєї історії, за межами футбольної ліги, після стався швидкий зліт до вищого дивізіону англійського футболу в кінці 1970 і початку 1980-х років, більшу частину 1990-х років була проведена в прем'єр-лізі. У 1988 році «Вімблдон» переміг «обраний» «Ліверпуль» 1:0 у фіналі Кубка Англії, і став єдиним футбольним клубом в країні, який отримав професіональну та аматорську версії Кубка, завоювавши Кубок Англії для любителів 1963 року.
Клуб був змушений виїхати зі своєї землі в Південному Лондоні 1991 року, поділяючи поле з місцевими конкурентами «Крістал Пелес» протягом більш ніж 10 років, а 2003 року клуб переїхав на сімдесят миль на північ, в Мілтон Кейнс в Букінгемширі, посилаючись на фінансові причини, і був наново створений наступного року з новими кольорами і новою емблемою як «Мілтон Кінз Донз». Цей крок був непопулярним серед більшості фанів клубу, і прихильники відповіли на це за рахунок формування нового клубу, АФК «Вімблдон», який вони розцінюють як пряме продовження спортивного представництва жителів Вімблдону.

## Історія
Аматорський початок

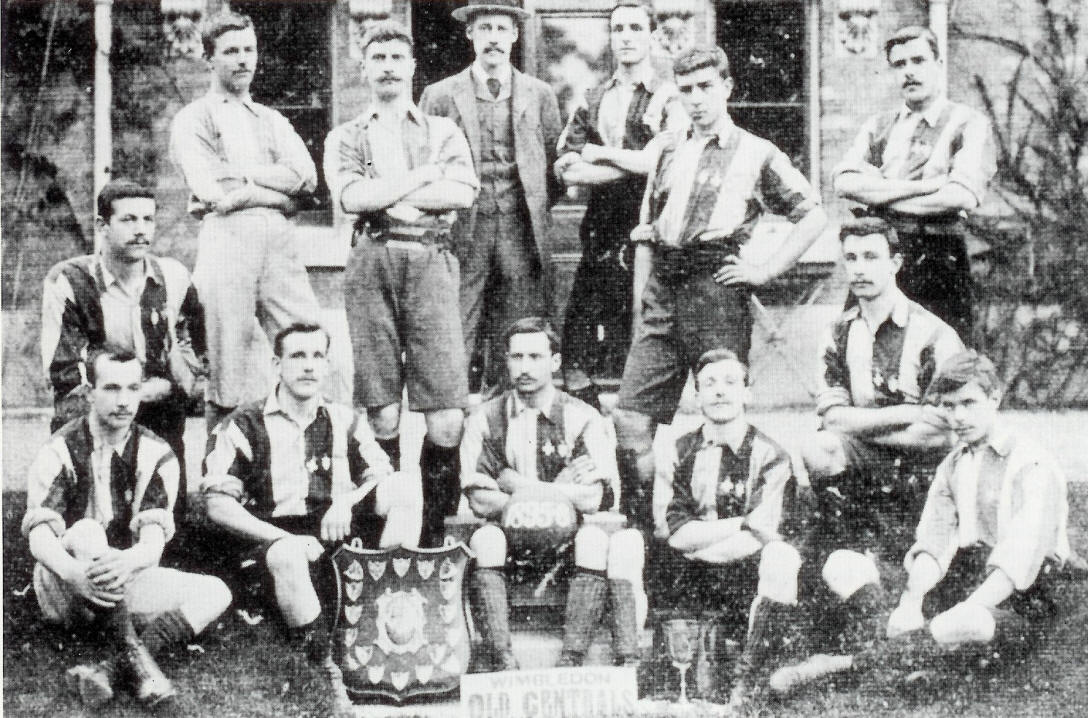
Wimbledon Old Centrals F.C. в сезоні 1895-96

Wimbledon Old Centrals F.C. було створено в 1889 році, прийнявши свою назву від Old Central School в Wimbledon Common, де гравці були учнями. Перші матчі клубу відбувались в Common, а гравці використовували «Fox and Grapes public house», який знаходився на тій же дорозі, що й школа, як штаб команди і роздягальню. Назва була змінена на «Вімблдон» в 1905 році. Клуб продовжував грати у Вімблдоні аж до 1912 року, коли вони переїхали «Плаф Лейн», їх дім на найближчі 75 років. Вони стали одним з найвідоміших аматорських клубів у країні, вигравши Істмійську лігу вісім разів, і піднявши над головою аматорський Кубок Англії в 1963 році, перемігши «Саттон Юнайтед» 4:2. За наполяганням Сіднея Блека клуб став професійним у наступному році, вступивши до Південній Ліги, де клуб продовжував здобувати успіх.
У 1975 році клуб став відомим всій країні протягом вражаючого руху в Кубку Англії. Вони стали першою нелігівською командою цього сторіччя, яка перемогла команду Першого Дивізіону на її полі, коли «Вімблдон» переміг «Бернлі» в третьому раунді. У четвертому колі вони провели матч з діючим чемпіоном Першого Дивізіону, «Лідс Юнайтед», і зіграли внічию на «Елланд Роуд» завдяки воротарю Дікові Гаю, який відбив пенальті, після чого мінімально програв вдома в переграванні в «Селгерст Парку», в присутності більш ніж 40000 глядачів.
Завдяки трьом послідовним успішним чемпіонатах Південної Ліги, а також славі, що випливла з їхніх героїчних виступів у Кубку Англії, вони, нарешті, пробилися до Футбольної Ліги в 1977 році, після кількох невдалих спроб. Потім команда підіймалася або вилітала кожного сезону з 1979 по 1984 рік, до того як швидко досягла Першого Дивізіону в 1986 році. Вони фінішували шостими у свій перший в історії сезон у вищому дивізіоні, а на початку сезону 1986/87 навіть очолили таблицю ліги.
Виграш Кубку Англії
Для названої «Бандою психів» через ексцентричну поведінку своїх гравців і вболівальників (і, звичайно, голови, Сема Хаммама) найвеличніший момент у 1988 році, коли значною супроти очікуванням, «Вімблдон» виграв Кубок Англії, перемігши у фіналі «вічних фаворитів», «Ліверпуль» з рахунком 1:0, завдяки голу Лорі Санчеса. Капітан «Вімблдона» Дейв Бізант став першим воротарем, що відбив пенальті у фіналі Кубка Англії, врятувавши команду від спірного удару з 11-метрової позначки (Клайв Гудйер явно грав у м'яч) Джона Олдріджа.
Через кілька днів після перемоги в Кубку Англії директора клубу оголосили про плани щодо переселення на новий стадіон тільки з сидячими місцями у його рідному містечку Мертон. Але, зрештою, нічого не вийшло з цих планів і в кінці сезону 1990/91 у «Вімблдоні» вирішили, що її тісний «Плаф Лейн» підлягає реконструкції, і переїхали до «Селхерст Парку», поділяючи його з «Крістал Пелес», де клуб залишався протягом наступних дванадцяти років.
1990-ті: «Банда психів» в прем'єр-лізі
Боббі Гоулд, менеджер команди, яка перемогла у Кубку Англії, залишався на цій посаді до літа 1990 року, коли він був замінений Реєм Харфордом, який у 1988 році, керуючи Лутон Таун, привів цей клуб до перемоги в Кубку Ліги. Сезон 1990/91 років «Вімблдон» закінчив на вражаючому сьомому місці в Першому Дивізіоні. Із скасуванням заборони на англійські клуби у єврокубках фани «Вімблдону» сподівалися, що під керівництвом Харфорда клуб може вперше потрапити у єврокубки європейське місце — «Вімблдон» не міг змагатися за Кубок Кубків у сезоні 1988/89 через заборону на англійські команди після катастрофи 1985 року на «Ейзелі».
Харфорд подав у відставку восени 1991 року, і був замінений Пітером Візом, який залишався на цій посаді до кінця сезону, але був звільнений, бо виявився дуже непопулярним серед гравців та вболівальників. «Вімблдон» закінчив сезон 1991/92 років досить високо, щоб стати засновниками нової прем'єр-ліги, і Джо Кіннейр був призначений менеджером на початку чемпіонату 1992/93 рр.. «Вімблдон» продовжує твердо триматися під керівництвом Кіннейра — найкращі роки для клубу були 1993/94, 1994/95 і 1996/97, коли Кіннейр приводив клуб відповідно до шостого, дев'ятого та восьмого підсумкових місць — в ці роки команда часто фінішувала вище таких великих клубів, як «Арсенал», «Тоттенхем», «Евертон» і «Ліверпуль». В команді було багато кваліфікованих гравців, таких як Роббі Ірл, Дін Холдсворт, Воррен Бартон і Бен Тетчер. «Вімблдон» був близький до успіху у внутрішніх кубкових турнірах в сезоні 1996/97 років, коли дійшов до півфіналу Кубка Англії та Кубка ліги, вибивши володарів кожного трофею на своєму шляху і поступившись в кінцевому підсумку переможцями обох турнірів!
В кінці сезону 1998/99, після серцевого нападу, Джо Кіннейр пішов у відставку з особистих причин після семи років роботи менеджером «Вімблдона». У двох попередніх сезонах «Вімблдон» фінішував саме над зоною вильоту Прем'єр-ліги, і рекорд клубу — підписання за £ 7.5million бомбардира «Вест Хем Юнайтед» Джона Хартсона — було недостатнім для вирішення цього питання. «Вімблдон» вже перейшов під владу норвезького консорціуму на чолі з К'єллом Інге Ра, який призначив Егіла Ульсена менеджером. Ульсен виводив норвезьку національну команду на чемпіонати світу 1994 і 1998 років, і його нові роботодавці висловили надію на те, що він зможе досягти успіху і у «Вімблдоні» теж. Тим не менш, ці зміни виявилися початком кінця для клубу.
Виліт з прем'єр-ліги
В останній день сезону 1999/2000 «Вімблдон» програв в Саутгемптоні в той час як їхні найближчі конкуренти, «Бредфорд», досягли несподіваної перемоги над «Ліверпулем», а це означало, що клуб вилетів з вищого дивізіону англійського футболу через 14 років. Ульсен був звільнений двома іграми раніше, і був замінений тренером команди Террі Бартоном.
Террі Бартон залишався менеджером «Вімблдону» протягом двох сезонів в Дивізіоні 1, поки не був звільнений спірно наприкінці сезону 2001/2002, після того, як клуб ледве пропускав плей-офф за підвищення два сезони поспіль. Відомими гравцями клубу в той час були колишній капітан збірної Ірландії Кенні Каннінгем, майбутній гравець «Вест Хем Юнайтед» і «Астон Вілли» Найджел Ріо-Кокер і нинішній півзахисник «Вотфорда» Дамьен Френсіс. Після звільнення Бертона, тренер воротарів Стюарт Мердок зайняв посаду менеджера.
Перетворення в «Мілтон Кейнс»
«Вімблдон» мав порівняно низьку відвідуваність стадіону, і велика кількість конкуруючих клубів у Лондоні означала, що «Вімблдон» не може отримувати такі високі надходження від продажу квитків, як багато інших клубів Прем'єр-ліги. Для команди, що була бездомною після закриття «Плаф Лейн», протягом 1990-х років, директори клубу висунули ідею від'їзду з Лондона на вигідніші місця, на превеликий гнів уболівальників. Дублін і Кардіфф були розглянуті як потенційні нові домівки клубу, перш ніж директори зупинилися на Мілтон Кейнс (який має ряд нелігівських футбольних команд), через кращі можливості.
Такий крок (переїзд більш ніж на 70 км) був безпрецедентним в історії англійського футболу. Вболівальники клубу побачили в цьому кроці спортивних франчайзинг, концепцію, зовсім чужу англійському футболу, де традиційним є погляд на футбольний клуб як на важливу частину спільноти та місцевих структур, а не просто бізнес-проект. Незважаючи на вельми лютий опір вболівальників клубу, і вболівальники інших клубів, які мали аналогічну думку, 28 травня 2002 року клуб отримав дозвіл ФА на переїзд в Мілтон Кейнс. Ця справа викликала нове, зневажливе, прізвисько «Вімблдону», таке як «Franchise F.C.».
Багато хто з уболівальників клубу, розсердившись на переїзд і переформатування їхньої команди, заснував свій власний клуб АФК Вімблдон в 2002 році. Попри те, що довелось почати на 8-му рівні футбольної піраміди кріїни, АФК «Вімблдон» користується досить значною підтримкою від фанів колишнього «Вімблдон Юнайтед» ФК. В наш час[коли?] клуб грає в Конференції, і вже досяг кількох підвищень у класі в своїй короткій історії.
2002/03. Останній повний сезон «Вімблдона» в «Селхерст Парку». Оскільки більшість фанів вже залишили клуб на знак протесту, середня відвідуваність «Селхерст Парку» впала до менше ніж 3000 глядачів за гру. Команді Мердока все ж таки вдалося забезпечити 10-е місце в Дивізіоні 1 з них завдяки парі бомбардирів Нілу Шипперлі і Девіду Коннолі, які разом забили загалом майже 50 голів. Після подальших затримок, вони почали грати в «Мілтон Кейнс Донс» на початку наступного сезону.
2003/04 був катастрофічним сезоном для «Вімблдону». Після переїзду в Мілтон Кейнс відвідуваність поліпшилася лише незначно. Але ніщо не могло замаскувати погану форму у лізі, в якій клуб посів останнє місце після 33 поразок — другий результат з найбільшої кількості поразок за сезон в історії англійського футболу. Тільки «Донкастер» (34 поразки) програв більше ігор в сезоні ліги (коли вилетів до Конференції в 1998 році).
Після закінчення сезону, «Вімблдон» ФК, нарешті, повністю усунув всі існуючі зв'язки з їхнім рідним містом, і клуб було перейменовано на «Мілтон Кейнс Донс».
Для подальшої історії клубу, див. «Мілтон Кейнс Донс». Для продовження футболу у Вімблдоні, див. АФК Вімблдон.

## Досягнення

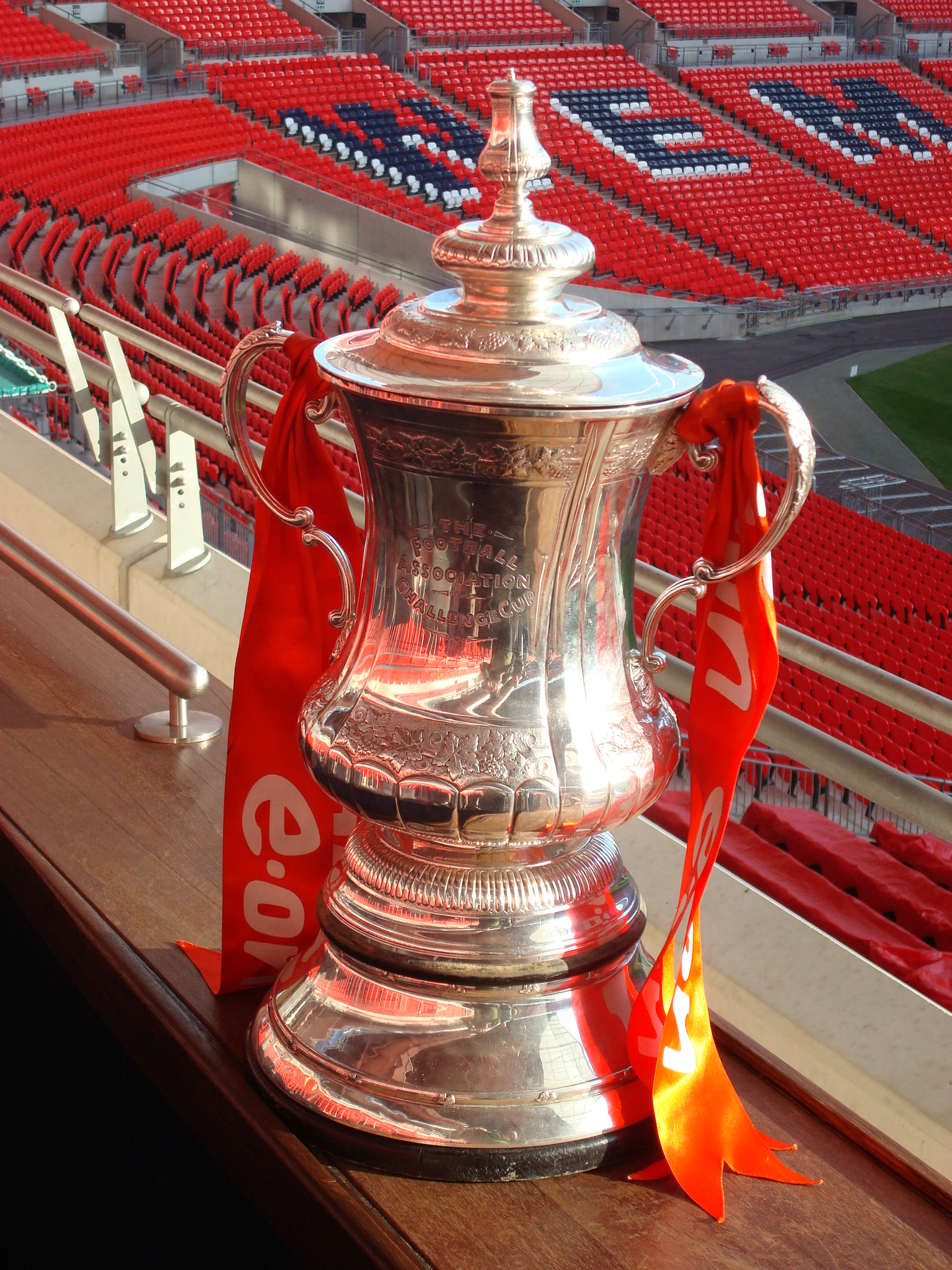
Найбільший трофей в історії клубу — Кубок Англії 1988 року.

Кубок Англії з футболу 
Переможець: 1987/88
Прем'єр-ліга
Найкращий сезон (6 місце): 1993/94
Футбольна Ліга
Перший Дивізіон
Найкращий сезон (6 місце): 1986/87
Третій Дивізіон
Друге місце: 1983/84
Четвертий Дивізіон
Переможець: 1982/83
Кубок Ліги
Півфіналіст: 1996/97, 1998/99
Аматорський Кубок Англії
Переможець: 1962/63
 Фіналіст: 1934/35, 1946/47
Південна ліга
Чемпіон: 1974/75, 1975/76, 1976/77
 Друге місце: 1967/68
Перший Дивізіон
Друге місце: 1964/65
Кубок Південної ліги
Переможець: 1969/70, 1975/76
Істмійська ліга
Чемпіон: 1930/31, 1931/32, 1934/35, 1935/36, 1958/59, 1961/62, 1962/63, 1963/64
Атенська ліга
Друге місце: 1920/21
Лондон Сеньйор Кап
Переможець: 1930/31, 1933/34, 1961/62, 1974/75, 1976/77

## Історія виступів в лігах
Атенська ліга>
 1921-1964 Істмійська ліга
 1964-1965 Південна Ліга, Перший дивізіон
 1965-1977 Південна Ліга, Прем'єр-Ліга (стара Перша ліга, перейменована)
 1977-1979 Четвертий Дивізіон
 1979-1980 Третій Дивізіон
1980-1981 Четвертий Дивізіон
1981-1982 Третій Дивізіон
1982-1983 Четвертий дивізіон
 1983-1984 Третій Дивізіон
1984-1986 Другий Дивізіон
1986-1992 Перший дивізіон
 1992-2000 Прем'єр-Ліга (один з клубів-засновників) 
 2000-2004 Дивізіон 1

## Менеджери після вступу до Футбольної Ліги

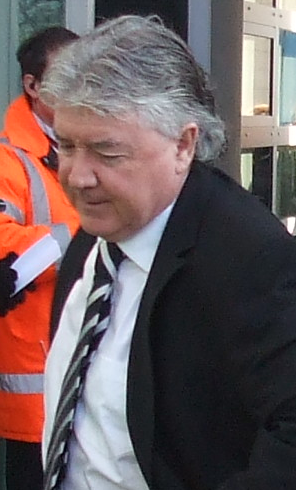
Джо Кіннейр керував командою з 1992 по 1999 рік.

Аллен Бетсфорд (1977–1978) — перший менеджер «Вімблдону» в Футбольній Лізі
Даріо Граді (1978–1981) — під його керівництвом «Вімблдон» вперше підвищився у класі
Дейв Бассетт (1981–1987) — привів «Вімблдон» до Першого Дивізіону
Боббі Гоулд (1987–1990) — виграв з командою Кубок Англії
Рей Харфорд (1990–1991) — привів «Вімблдон» на сьоме місце в Лізі
Пітер Віз (1991–1992) — забезпечив «Вімблдону» місце в новоствореній Прем'єр-Лізі
Джо Кіннейр (1992–1999) — фінішував з «Вімблдоном» між 6-м і 16-е місцями, а також досяг півфіналів двох кубків в 1997 році
Егіл Ульсен (1999–2000) — керував «Вімблдоном» протягом більшої частини його останнього сезону в Прем'єр-Лізі
Террі Бартон (2000–2002) — керував «Вімблдоном» в кінці його останнього сезону в Прем'єр-Лізі і два наступні сезони в Дивізіоні 1
Стюарт Мердок (2002–2004) — керував «Вімблдоном» під час його останніх двох років під цим ім'ям, та їхні перші кілька місяців як «Мілтон Кейнс Донс»

## Відомі футболісти

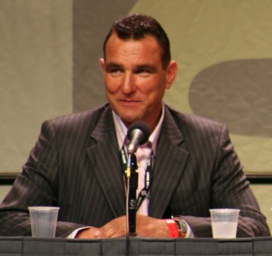
Вінні Джонс

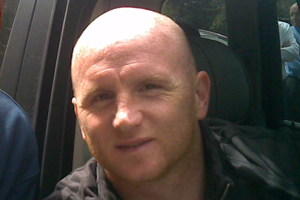
Джон Хартсон

Ніл Ардлі — грав як півзахисник у 1990-х і на початку 2000-х, грав у збірній Англії U-21
Воррен Бартон — підписаний з «Мейдстон Юнайтед» в 1991 році, згодом став найдорожчим захисником Англії внаслідок переїзду за £ 4 мільйони в «Ньюкасл Юнайтед» в 1995 році
Карл Корт — молодий нападник, дебютував у «Вімблдоні» в 1997 році і згодом був проданий в «Ньюкасл Юнайтед»
Кенні Каннінгем — підписаний з «Міллуолла» в 1994 році і також регулярно грав за Ірландію в міжнародних матчах
Херман Хрейдарссон — гравець збірної Ісландії
Майкл Х'юз — грав за «Вімблдон» під час його останніх двох сезонів як клубу Прем'єр-Ліги
Роджер Джозеф — багаторічний захисник «Вімблдону», який також продовжував грати за АФК «Вімблдон»
Ойвінд Леонардсен — був основним лівим вінгером «Вімблдона» з моменту приходу в клуб із «Русенборга» в 1994 році, і до продажу в «Ліверпуль» в 1997 році
Кріс Перрі — талановитий захисник, який перейшов в 1998 році в «Тоттенхем»
Ніл Салліван — основний воротар «Вімблдону» в його останніх чотирьох сезонах в Прем'єр-лізі
Ганс Зегерс — рятував ворота команди в період між 1988 і 1996 роками
Найджел Вінтерберн — допоміг «Вімблдону» піднятися в Перший Дивізіон в 1986 році
Джон Скейлз — допоміг «Вімблдону» перемогти «Ліверпуль» в1988 році в фіналі Кубка Англії і був проданий в «Ліверпуль» шість років по тому
Бен Тетчер — підписаний з «Міллуолла» за £ 1,5 мільйони захисник, який грав за «Донс» в їхні останні чотири сезони в еліті
Кейт Кьорл — грав на «Вімблдон» в період між 1988 і 1991 роками
Террі Фелан — лівий захисник команди-тріумфатора 1988 року

Ефан Екоку — нігерійський нападник, підписаний з «Норвіч Сіті» в 1994 році, залишався в клубі до 1999 року
Дейв Бізант — капітан і воротар команди, яка виграла Кубок Англії в 1988 році
Алан Корк — найкращий бомбардир «Вімблдону» з 145 м'ячами в період між 1977 і 1992 рокам, має в колекції медаль переможця Кубка Англії в 1988 році
Роббі Ерл — півзахисник, підписаний з «Порт Вейла» в 1991 році, який провів майже десять років в клубі, через проблеми з підшлунковою залозою завершив свою кар'єру
Джон Фашану — нападник, який грав у команді під час тріумфу в Кубку Англії-1988 в і залишався у «Вімблдоні» до 1994 року
Маркус Гейл — атакувальний півзахисник, який грав за «Вімблдон» в період між 1994 і 2001 роками
Вінні Джонс — неоднозначний, жорсткий півзахисник, який двічі приходив до «Вімблдону» — протягом першого перебування в клубі він став переможцем Кубка Англії

Лорі Санчес — забив переможний для команди гол 1988 року в фіналі Кубка Англії
Денніс Уайз — лівофланговий півзахисник часів успіху «Вімблдону» в національному Кубку
Ерік Янг — центральний захисник, який також є володарем Кубка країни
Найджел Рео-Кокер — півзахисник, юний капітан «Вімблдона», потім грав у «Вест Хем Юнайтед» і став його капітаном.
Джон Хартсон — валлійський нападник, який коштував клубу рекордні 7,5 млн фунтів стерлінгів, заплачені «Вест Хем Юнайтед»